# Uiar
Uiar (en rus Уяр) és una ciutat del krai de Krasnoiarsk, a Rússia. Es troba a la vora del riu Uiarka, a 132 km al sud-est de Krasnoiarsk.
El 1760 es fundà Uiar a partir de la construcció de la carretera de Sibèria, una via comercial que havia de connectar Moscou i Xina. Després el poble es convertí en una estació ferroviària del Transsiberià, entre Krasnoiarsk i Irkutsk. Aconseguí l'estatus de ciutat el 1944.

## Demografia
| 1874  | 1939   | 1959   | 1970   | 1989   | 2002   | 2012   | 2015   |
| ----- | ------ | ------ | ------ | ------ | ------ | ------ | ------ |
| 1 100 | 15 347 | 21 646 | 20 581 | 17 040 | 13 807 | 12 485 | 12 295 |